# Pleuroploca trapezium
Ốc tra-pe (Danh pháp khoa học: Pleuroploca trapezium) là một loài ốc biển trong họ Fasciolariidae. 

## Đặc điểm
Kích cỡ chúng từ 85–250 mm Vỏ ốc tra-pe là một loại vỏ có đường xoắn cao và có hình dạng xi phông dáng chú ý. Nó là một loại vỏ được tìm thất mới nhất so với các loại vỏ thông thường khác. Ốc tra-pe dùng để cắt trang trí và sưu tầm Sống ở vùng nước nông, đáy đá. 

## Phân loài
- Pleuroploca trapezium audouini (Jonas, 1846)
- Pleuroploca trapezium f. intermedia (Kobelt, 1875)
- Pleuroploca trapezium f. paeteli (Strebel, 1911)